# Tjol Lategan
Marthinus Theunis Lategan, plus connu simplement comme Tjol Lategan, né le 29 septembre 1925 à Stellenbosch (Afrique du Sud), et mort dans la même ville le 8 mars 2015, est un joueur de rugby à XV qui a joué avec l'équipe d'Afrique du Sud évoluant au poste de centre.

## Biographie
Tjol Lategan évolue avec la Western Province puis avec le Boland avec qui il dispute la Currie Cup. Il dispute son premier test match le 16 juillet 1949 contre la Nouvelle-Zélande. Il joua son dernier test match contre les Australiens le 5 septembre 1953. Après une interruption due à la Seconde Guerre mondiale de 11 ans, le premier test match d'une série de quatre des Springboks se dispute en 1949 contre l’équipe de Nouvelle-Zélande. Les All-Blacks n'emportent aucun match de cette série, perdant 15-11, 12-6, 9-3, 11-8. Danie Craven débute comme entraîneur en 1949, et il commence sa carrière en réalisant un exploit: série victorieuse 4-0. Les Springboks enchaînent 10 victoires consécutives, les Springboks font une tournée en Grande-Bretagne, en Irlande et en France en 1951-1952. Les Springboks de 1951-1952 ont marqué l'histoire. Ils l'emportent sur l’Écosse 44-0, l'Irlande 17-5, sur le pays de Galles 6-3, ils gagnent l'Angleterre 8-3. Ils gagnent ensuite à Paris 25-3 contre la France après une victoire contre les Barbarians. Tjol Lategan fait partie de cette tournée. Il a inscrit un essai contre l'Écosse.
En 1953, les Springboks dispute une série de 4 matchs contre les Wallabies et pour le premier test à l'Ellis Park, c'est une victoire de l'Afrique du Sud 25-3. Les Australiens sortent applaudis debout le 5 septembre 1953 à Newlands au Cap après une victoire 18-14 dans le 2e test. Le capitaine wallaby John Solomon est porté en triomphe par deux joueurs sud-africains. C'était la première défaite des Springboks depuis 15 ans et 1938,. Les deux matchs suivants se traduisent par deux victoires sud-africaines. Tjol Lategan joue deux des quatre matchs. En 11 matchs, il compte 10 victoires et 1 défaite.

## Statistiques en équipe nationale
- 11 test matchs avec l'équipe d'Afrique du Sud
- 10 victoires, 1 défaite
- 3 essais
- Test matchs par année : 4 en 1949, 3 en 1951, 2 en 1952, 2 en 1953
- grand chelem 1951-1952